# Оранжереї (Астраханська область)
Оранжереї (рос. Оранжереи) — село у Ікрянинському районі Астраханської області Російської Федерації.
Населення становить 6350 осіб. Входить до складу муніципального утворення Оранжерейнинська сільрада.

## Історія
Населений пункт розташований на території українського етнічного та культурного краю Жовтий Клин. Від 1925 року належить до Ікрянинського району.
Згідно із законом від 6 серпня 2004 року органом місцевого самоврядування є Оранжерейнинська сільрада.

## Населення
| 1959 | 1970  | 1979  | 1989  | 2002  | 2010  | 2017  |
| ---- | ----- | ----- | ----- | ----- | ----- | ----- |
| 7035 | ↘6254 | ↘5711 | ↘5214 | ↘4387 | ↗4473 | ↗6350 |